# Berkholz-Meyenburg
Berkholz-Meyenburg település Németországban, azon belül Brandenburgban. Lakosainak száma 1230 fő (2019. szeptember 30.). Berkholz-Meyenburg Mark Landin és Schöneberg községekkel határos.

## Népesség
A település népességének változása:
| Lakosok száma | 1266 | 1226 | 1230 |
|               | 2014 | 2017 | 2019 |